# Choắt mỏ cong nhỏ
Choắt mỏ cong nhỏ (danh pháp hai phần: Numenius minutus) là một loài chim trong họ Scolopacidae.
Loài này sinh sản ở cực bắc của Siberia. Loài chim này có liên quan chặt chẽ đến loài choắt Eskimo Bắc Mỹ.
Đây là loài di cư mạnh, trú đông ở Australasia. Nó là loài lang thang rất hiếm gặp ở Tây Âu, bao gồm cả một lần ở Blankenberge, Bỉ, vào tháng 9 năm 2010.